# Kedarnath (película)
Kedarnath (pronunciación hindi: Plantilla:IPA-hns) es un drama romántico hindi del 2018 escrito, dirigido y coproducido por Abhishek Kapoor. Este presenta a Sushant Singh Rajput y a la debutante Sara Ali Khan en los papeles principales. La película narra el romance entre una adinerada chica hindú que realiza una peregrinación al histórico templo de Kedarnath, en la ciudad de Uttarakhand, y un humilde chico musulmán que se convierte en su guía. 
La película es producida por Ronnie Screwvala de RSVP Movies y Abhishek Kapoor de Guy in the Sky Pictures, junto con Pragya Kapoor y Abhishek Nayyar; y fue coescrita por Kapoor y Kanika Dhillon. La producción de la película empezó en junio de 2017, y el rodaje el 5 de septiembre de 2017.  La película se estrenó el 7 de diciembre de 2018.

## Trama
En 2013, una adinerada chica hindú, Mukku, inicia un peregrinaje al histórico templo de Kedarnath, en las montañas de Uttarakhand. Pronto conoce y se enamora de Mansoor, un chico musulmán humilde, quien se convierte en su guía. A medida que estos se acercan aparecen una serie de obstáculos que ponen a prueba su relación, como la desaprobación familiar y las inundaciones causadas por las lluvias que devastarán la región. La pareja se verá obligada a superar estos elementos en defensa de su amor.

## Reparto
- Sushant Singh Rajput como Mansoor, un chico musulmán que ejerce de guía en Kedarnath.[5]
- Sara Ali Khan como Mukku, una chica hindú que realiza un peregrinaje[6]
- Nitish Bharadwaj
- Alka Amin
- Sonali Sachdev
- Pooja Gor
- Nishant Dahiya

## Producción
El rodaje de la película empezó  el 5 de septiembre de 2017 y el primer cartel de la película salió a la luz el 19 de agosto de 2017. El primer vistazo a la actriz Sara Ali Khan se dio el 8 de octubre de 2017. Rajput, por otro lado, completó sus partes el 16 de junio de 2018.
En febrero de 2018, una disputa entre el director Abhishek Kapoor y los productores KriArj Entertainment llevó a una demanda que amenazó la finalización de la producción. Más tarde los productores aclararon su intención de continuar con la producción. El posterior caso judicial llevó a KriArj Entertainment a dejar la producción de la película íntegramente cuando Ronnie Screwvala de RSVP Movies optó a hacerse cargo. La batalla legal provocó cierta confusión en la programación del rodaje de la actriz principal, Sara Ali Khan, puesto que paralelamente se encontraba grabando su segunda película, Simmba, con Ranveer Singh. Debido a que tenía días libres por el caso judicial de los productores de Kedarnath, Khan asignó estos días para filmar Simmba; esta decisión fue inconveniente para el director de Kedarnath, Abhishek Kapoor, quién llevó a Khan a la corte. Los dos se saldaron fuera del tribunal cuando Khan acordó dividir su tiempo entre ambas películas. El caso también tuvo un efecto en el estreno de la película; puesto que los productores acabaron perdiendo varias oportunidades de estrenarla hacia final del año; parecía que la película se estrenaría en 2019 y que Simmba, dirigida por Rohit Shetty sería la película de debut de Sara Ali Khan. Sin embargo, cuando los productores de Ajay Devgn de Total Dhamaal renunciaron a su fecha de lanzamiento del 7 de diciembre a favor de finales de febrero de 2019, RSVP Movies no tardó en asegurar la fecha para Kedarnath.
En noviembre de 2018, sacerdotes de Kedarnath reclamaron la prohibición de la película ya esta promueve "el amor jihad", es decir, el amor entre un hombre musulmán y una mujer perteneciente a una comunidad no musulmana.  Un dirigente de BJP, Ajendra Ajay, del equipo de relaciones multimedia del BJP de Dehradun, también instó a una prohibición; escribió a la Junta Central de Certificación de Cine (CBFC) afirmando que la película es una burla de los sentimientos hindúes a pesar de que se estableció en el telón de fondo de las inundaciones de Uttarakhand.  Hablando sobre el lanzamiento del tráiler de la película, la productora Ronnie Screwvala respondió a sus preocupaciones al afirmar que creía que no había "genes ofensivos en la película" y que estaría "feliz de hablar" sobre las objeciones una vez que la propia Junta Central de Certificación de Películas viera la película. El director Abhishek Kapoor concurrió, instando a la gente a ver la película y a no juzgarla por el tráiler.
En diciembre de 2018, dos abogados de Andheri presentaron una denuncia ante la policía de Mumbai y la "Films Division of Mumbai", pidiendo que la película no fuese estrenada. Estos afirmaron que la película promueve "el amor jihad", y que los productores de la película " cocinaron una historia de amor imaginario" y advirtieron que, si la película era estrenada, esta "daría pie a un grave caos y anarquías en todo el país y sin duda causaría una enorme destrucción en todas partes". En una entrevista con el Mumbai Mirror, Sara Ali Khan negó que la película promoviera "el amor jihad", declarando que la película "no era realmente este tipo de película, sino que trata sobre cómo Kedarnath es tanto el mundo de Mansoor como el de Mukku. No entiendo este tipo de división ... igual que a todo el mundo no le tiene que gustar la película, podemos convivir con diferentes puntos de vista del mundo ".
El 5 de diciembre de 2018, Prakash Rajput, líder de la sociedad religiosa IHS, inició un litigio de interés público que finalmente fue rechazado por el Tribunal Superior de Gujarat. Rajput afirmó que la película hería los sentimientos hindúes al retratar el amor musulmán-hindú, y que la escena del beso de esta no era apropiada para públicos familiares. El tribunal lo cuestionó a fondo antes de descartar eventualmente sus denuncias y de implantarle una multa de 5000 rupias.

## Promoción y estreno
La película fue programada para su lanzamiento en junio de 2018, pero este se demoró hasta el 7 de diciembre de 2018. Un póster oficial de la película fue lanzado el 29 de octubre de 2018, y al día siguiente, el 30 de octubre, se lanzó un tráiler.
El 12 de noviembre de 2018 fue publicado en el tráiler oficial y el cartel de estreno. El 5 de noviembre de 2018 se estrenó la primera canción y la música de la película, llamada "Namo Namo". Esta es una canción devocional compuesta por Amitabh Bhattacharya y cantada por Amit Trivedi, representada por el personaje de Sushant Singh Rajput, Mansoor, que lo introduce como un "pithoo alegre pero trabajador" (portero alrededor de la zona de Kedarnath), que se preocupa por sus clientes mientras ellos hacen la peregrinación.
El 12 de noviembre de 2018, los actores principales, Rajput y Khan, empezaron a promocionar la película apareciendo en el programa Indian Idol 10. El 15 de noviembre de 2018,  la segunda canción de la película, "Sweetheart", fue publicada en Youtube.  Esta fue escrita por Amitabh Bhattacharya, compuesta por Amit Trivedi, y cantada por Dev Negi.  Una ceremonia "mehendi/sangeet" es el trasfondo de la canción, que sugiere la relación en desarrollo entre los dos. El 20 de noviembre de 2018, una tercera canción fue estrenada, "Qaafirana," la cual representa el romance de la pareja principal en su viaje por los cerros de Kedarnath. Esta fue compuesta por Amit Trivedi, y cantada por Arijit Singh y Nikhita Gandhi.
El 24 de noviembre se estrenó un corto diálogo promocional de la película titulado "Panditji Sienta Hogaye". Este muestra a Mukku como una "mujer con espíritu libre" que no quiere limitarse a tareas domésticas y a dirigir el hotel de sus padres. Además, esta está en conflicto con su padre, a quien denomina "Panditji", y sueña con vivir por su cuenta.
El 27 de noviembre de 2018, de nuevo, los actores principales, Rajput y Khan, promocionaron la película en la competencia de canto de televisión Sa Re Ga Ma Pa. El 28 de noviembre de 2018, la cuarta canción de la película, "Jaan 'Nisaar", fue publicada. Esta es unabalada de amor, cantada por Arijit Singh y Asees Kaur, en versión masculina y femenina respectivamente. Escrita por Amitabh Bhattacharya y compuesta por Amit Trivedi, la canción representa un conflicto basado en la falta de afecto que la pareja sufre a veces en su relación.
El 2 de diciembre, se colgó un segundo vídeo de diálogo corto: "Aadat daal lo", que muestra el ingenio de Mukku contra el coqueteo por parte de Mansoor y, finalmente, sus inclinaciones románticas hacia él. El 4 de diciembre se publicó un breve diálogo titulado "Koshish Ki Hai Kabhi ", que revela una broma romántica entre Mukku y Mansoor a medida que estos caminan por las montañas. El 5 de diciembre, algunos días antes del estreno de la película, los productores realizaron una proyección especial para personalidades de Bollywood.